# Cratere Fredegonde
Fredegonde  è un cratere sulla superficie di Venere. Deve il suo nome a Fredegonda, regina di Neustria fra il 568 e il 597.